# Район Хіґасі (Хамамацу)
Райо́н Хіґа́сі (яп. 東区, ひがしく, МФА: [çigaɕi̥ ku]) — район міста Хамамацу префектури Сідзуока в Японії.  Площа становить 46,29 км². Станом на 1 серпня 2011 року населення складало 126 381  осіб, густота населення — 2730 осіб/км².

Район було реорганізовано та об'єднано у новий район Чюо разом з іншими чотирма районами 1 серпня 2024 року.

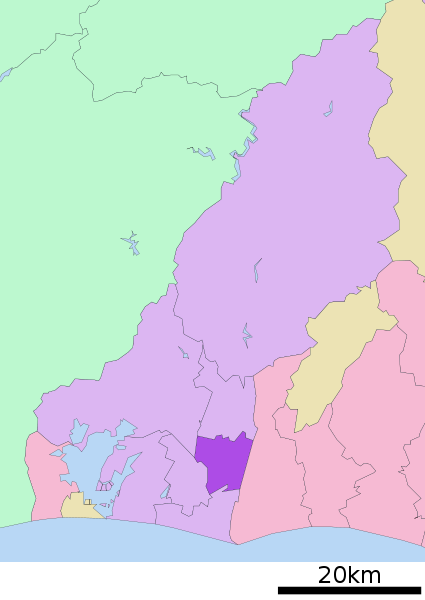